# Танака Сатоко
Танака Сатоко (3 лютого 1942) — японська плавчиня.
Призерка Олімпійських Ігор 1960 року, учасниця 1964 року.
Переможниця Азійських ігор 1958, 1962, 1966 років.